# Szürkebocskorú selyemgomba
A szürkebocskorú selyemgomba (Amanita submembranacea) a galócafélék családjába tartozó, Európában honos, fenyvesekben és lomberdőkben élő, nyersen mérgező gombafaj. 

## Megjelenése
A szürkebocskorú selyemgomba kalapja 6-10 cm széles, alakja fiatalon tojásdad, majd kúpos-domborúvá válik, idősen laposan kiterül, közepén kis púppal. Felszíne sima. Széle kb. a kalap sugarának harmadáig erősen bordázott. Színe szürkésbarna, olívbarna, fiatalon a széle észrevehetően halványabb. Burokmaradványok általában nincsenek, vagy szabálytalanok.
Húsa puha, fehér vagy kissé sárgás, sérülésre nem változik. Íze és szaga nem jellegzetes.
Közepesen sűrű lemezei szabadon állnak, a nagyszámú féllemez rövid és egyenlőtlenül eloszló. Színük fehéres, öregen szürkés vagy barnás árnyalatú.
Tönkje 10-15 cm magas és 1-1,5 cm vastag. Alakja fiatalon közepesen robusztus, később karcsú, lefelé szélesedő; idősen üregesedik. Színe eleinte fehér, később kalapszínű, kígyóbőrszerű mintázottsággal. Gallérja nincs. Bocskora közepesen fejlett, a tönktől elváló, kívül szürke.
Spórapora fehér. Spórája kerekded, inamiloid, mérete 9-13 x 10-13 µm.

### Hasonló fajok
A rőt selyemgomba (vöröses, széle felé világosodó kalap; rozsdabarna, nagy foltos bocskor; nem mintázott tönk), a szürke selyemgomba vagy a sárgásbarna selyemgomba hasonlíthat hozzá.

## Elterjedése és termőhelye
Európában honos. Magyarországon nem gyakori.
Savanyú talajú hegyvidéki fenyvesekben, ritkábban bükkösökben fordul elő. Nyártól kora őszig terem.
Nyersen mérgező, alapos sütés vagy főzés után ehető.  

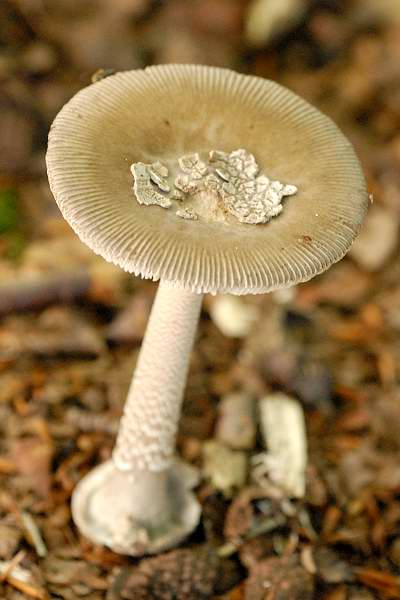
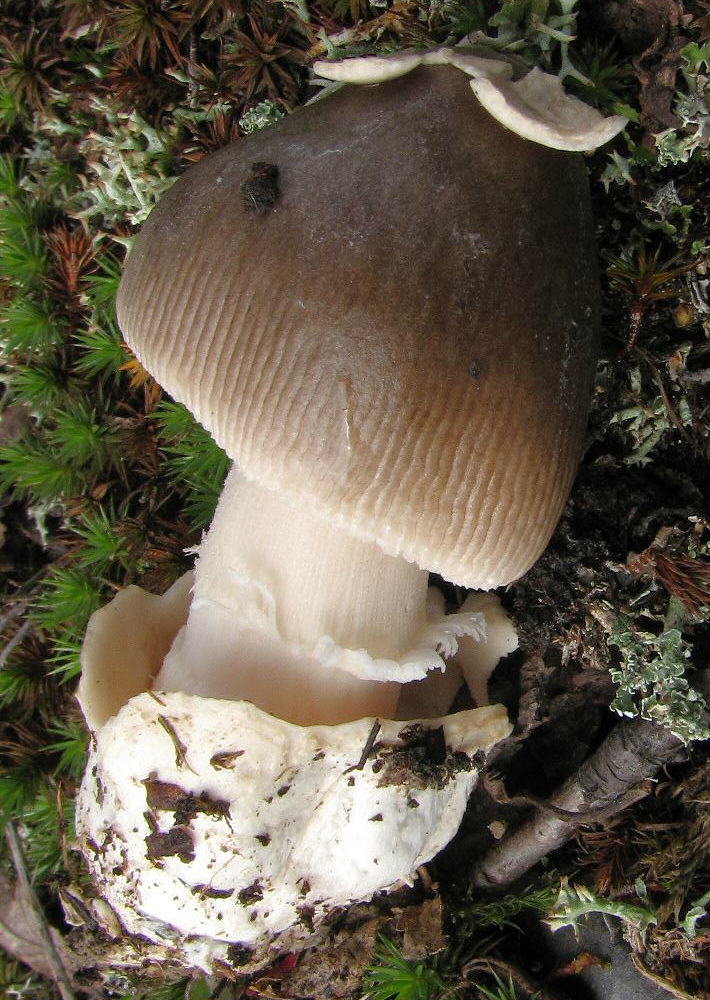
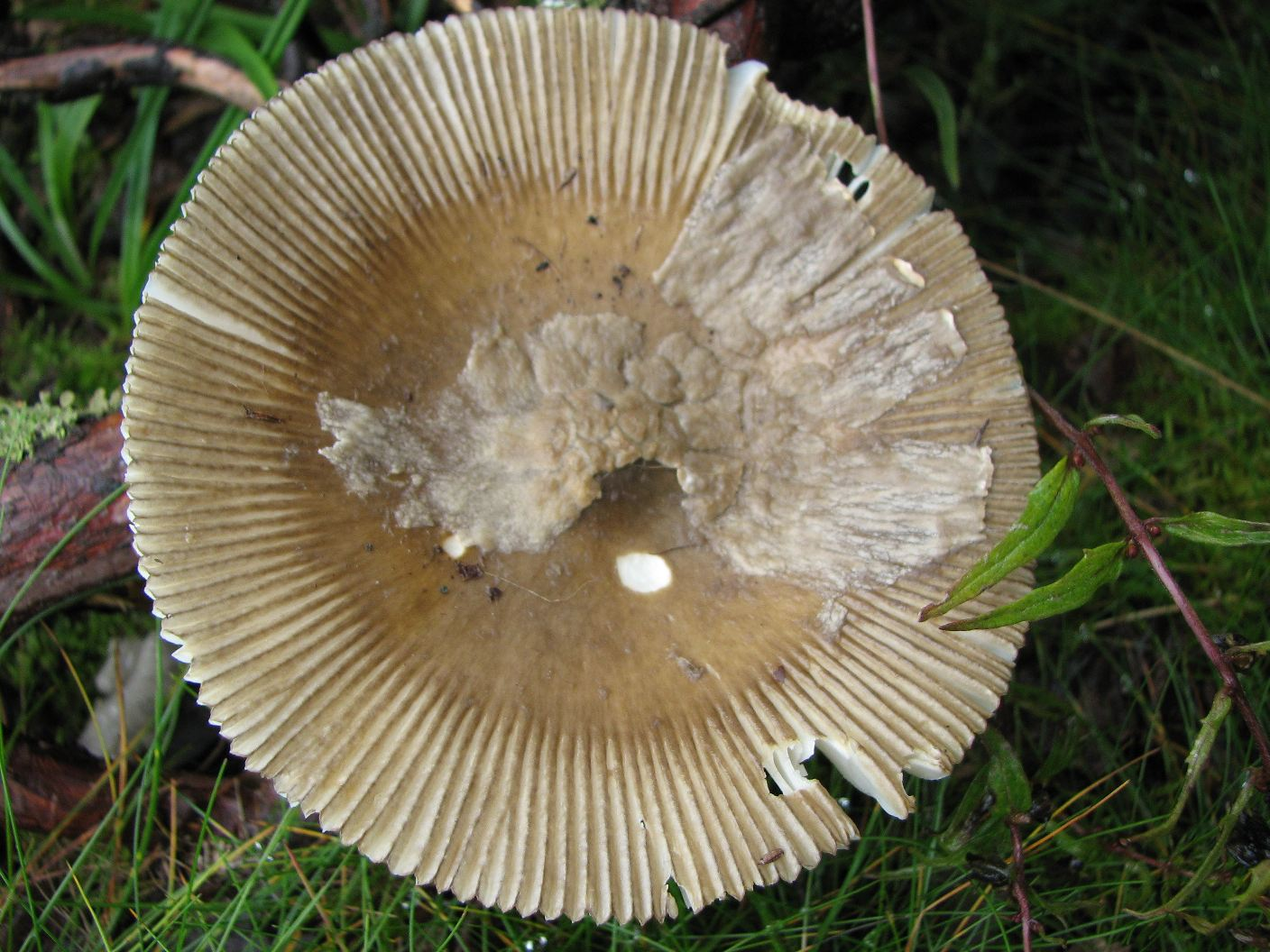
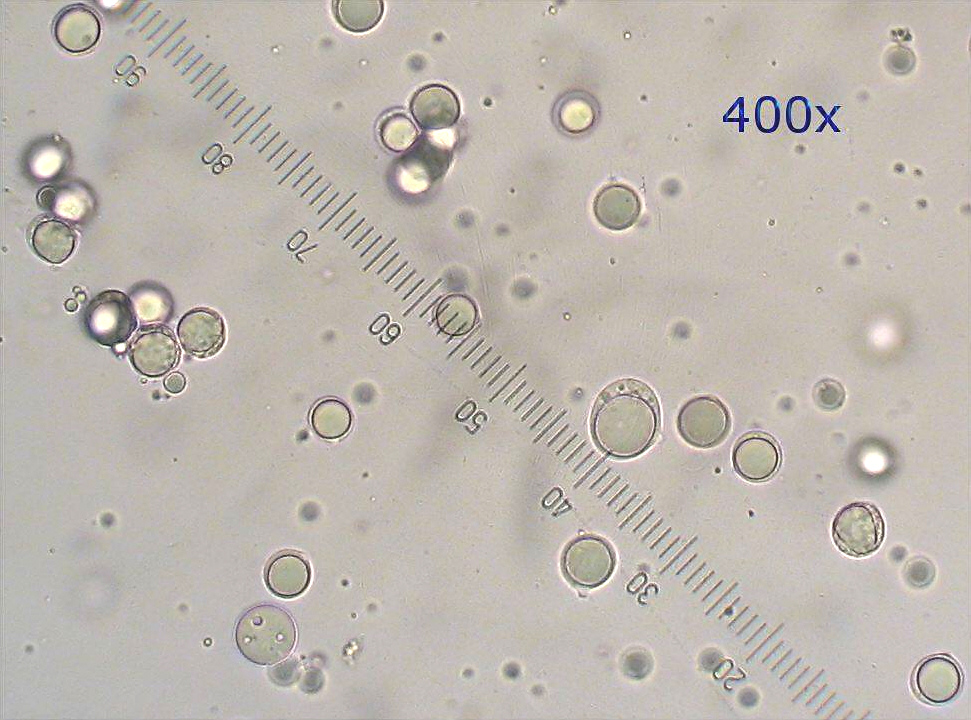